# Миро, Жоан
Жоа́н Миро́-и-Ферра́ (под влиянием испанского языка пишется также Хоан и Хуан; кат. и исп. Joan Miró i Ferrà, 20 апреля 1893, Барселона — 25 декабря 1983, Пальма-де-Мальорка) — каталонский (испанский) художник, скульптор и график. Направление его творчества — абстрактное искусство. Миро также близок к сюрреализму, работы художника похожи на бессвязные детские рисунки и содержат фигуры, отдалённо похожие на реальные предметы.

## Биография и творчество
Жоан Миро родился в Барселоне в 1893 году. В 1900 году Миро поступил в частную школу, где посещал, помимо прочего, уроки рисования. В 1907 году поступил в Школу изящных искусств Ла Лонха к Модесту Урхелю, а в 1910 году окончил бухгалтерские курсы в коммерческой школе Барселоны. Годом позже художник заболел, лечился на родительской ферме в Монт-роч-дель-Камп. С 1912—1915 годах учился в частной художественной школе Франсиско Гали в Барселоне, в этом же году пишет первые картины.
После учёбы Жоана Миро забрали на шестимесячную военную службу. В 1917 году состоялась первая персональная выставка художника.
В 1920 году Миро приезжает в Париж, знакомится с Пикассо и другими художниками. В 1921 году художник работал над картиной «Ферма», купленной Эрнестом Хемингуэем. В 1928 году художник посещает Голландию, создаёт серию «Голландские интерьеры». В 1929 году Жоан Миро вступает в брак с уроженкой острова Майорка Пилар Хункоса Иглесиас. В 1930 году у художника рождается дочь Мария. В 1933 году в Барселоне проходит выставка коллажей Миро. В период гражданской войны (1936—1939) Миро живёт на своей ферме.
В 1937 году переехал в Париж, скрываясь от фашизма. В Париже Миро живёт в маленькой дешёвой гостинице, пишет картину «Натюрморт со старым ботинком», рисует афишу «Помогите Испании!», призывая весь мир к борьбе с фашизмом. Во время Второй мировой войны Миро переезжает в Варанживиль, маленькую деревню на побережье Нормандии. В 1947 году Миро получает заказ на роспись стен ресторана «Ле Гурме» и террасы гостиницы «Хилтон» в Цинциннати. В 1948 году — Миро возвращается в Париж.
В 1950 году Миро пишет фреску для Гарвардского университета, а в 1955 году расписывает стены парижского отделения ЮНЕСКО произведениями «Стена солнца и стена луны». В 1975 году в Барселоне основан Фонд Жоана Миро.
Похоронен на Монжуикском кладбище (кат. Cementiri de Montjuïc) в Барселоне.

## Творчество
На раннем этапе творчества, в 1915—1917 годах, в произведениях Миро наблюдается влияние французских художников-фовистов. Это относится к таким картинам, как «Прадес, деревня» и «Портрет Энрика Кристофора Рикарта» (оба — 1917). 1918 год ознаменовал начало периода «поэтического реализма» в творчестве Миро. Летом этого года художник в Монт-роч-дель-Камп создал пейзажи («Огород с ослом», «Колея»), которые отличаются одновременно глубиной перспективы и обилием тщательно проработанных деталей.
После того как Миро в 1920 году перебрался в Париж, в его творчестве быстро обозначился переход от простого отражения действительности к её условно-знаковой передаче. В его новых работах «среда обитания» человека ограничивается лишь неглубоким передним планом, а дальше, согласно определению искусствоведа В. А. Крючковой, начинается «бездна витальных энергий, творящих мириады биоформ». К этому периоду относятся полотна «Ферма» (1921—1922), «Вспаханное поле» и «Каталонский пейзаж», или «Охотник» (обе — 1923—1924). В 1924 году произошло сближение Миро с сюрреалистами (Бретон, Арагон, Элюар) и в 1924—1925 годах он создал своё первое полотно, выдержанное в этом направлении, — «Карнавал Арлекина». Картина изображает лишённых веса и постоянной формы существ, похожих на цветные тени.
Во второй половине 1920-х годов в произведениях Миро («Персонаж, бросающий камень в птицу», «Собака, лающая на луну», обе — 1926) вырабатывается набор устойчивых идеограмм. Это, с одной стороны, символы пространства — линия горизонта, волны, небесные светила, а с другой — «символы-посредники», функцией которых является связь между слоями бытия. В числе последних В. Крючкова перечисляет птиц, лестницу в небо, глаз, ухо, антропоморфную фигуру с распластанными по земле гигантскими стопами.
Во многих интервью и трудах в 1930-х Миро хотел отказаться от обычных методов живописи, достичь формы современного выражения без соблюдения требований или эстетики этих методов. В этом десятилетии он создавал объединяющие слово и визуальный образ «картины-поэмы», из живописных линий которых вытягиваются извивающиеся по холсту надписи («Ласточка-любовь», 1934). В 1940—1941 годах была создана серия гуашей «Созвездия», которую Большая российская энциклопедия называет одной из вершин творчества Миро. По собственным словам художника, этот поэтичный цикл был создан под воздействием ночи, звёзд и музыки Баха и Моцарта. Среди известных работ, входящих в него, — «Песня соловья в полночь и утренний дождь» и «Письмена и звёзды, влюблённые в женщину». В 1950—1970-е годы источниками вдохновения для живописных работ Миро были первобытное искусство и детские рисунки. В этот период появились такие произведения, как «Женщина перед солнцем» (1950) и «Каталонский крестьянин при свете луны» (1968).

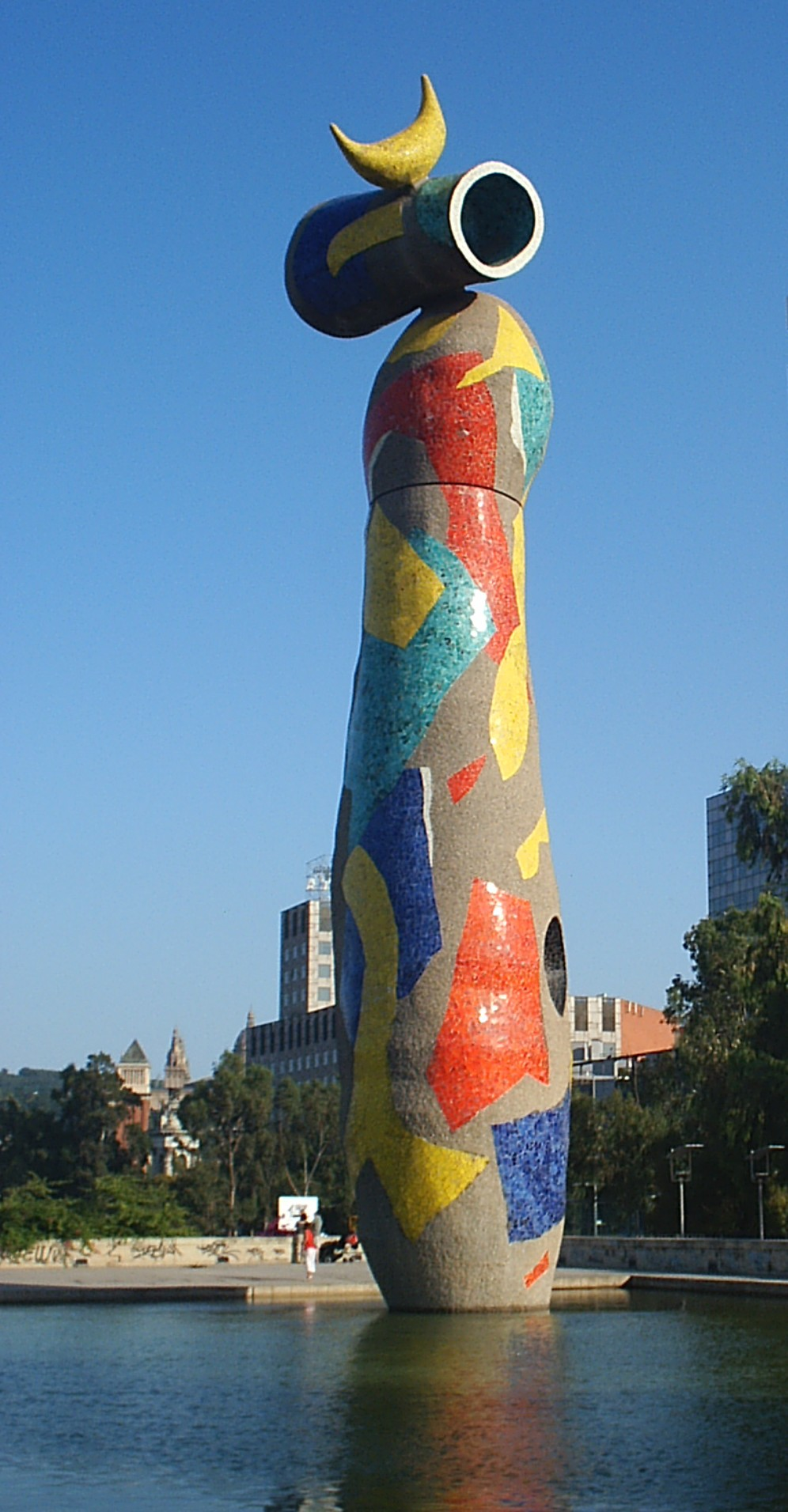
«Женщина и птица», Барселона, 1982

С 1944 года Миро начал заниматься скульптурой и керамикой; в последней области он сотрудничал с керамистом Жоаном Гарди Артигасом. Среди известных скульптурных произведений автора — «Женщина-насекомое» (1968), «Персонаж» (1970), «Созвездие» (1971). На работы Миро в этой области оказывали влияние народная глиняная игрушка, архаичные произведения пластического искусства, источником вдохновения служили и причудливые естественные объекты. Материалом для его произведений служили тонированная бронза, майолика, расписная терракота, для них характерны тщательная фактурная проработка и богатство цветовых оттенков. С 1940-х годов Миро также обращался к монументальному искусству. Одной из ранних его работ в этом направлении было настенное панно для гостиницы «Хилтон» в Цинциннати (1947), а в 1956—1958 году он оформлял две стены комплекса штаб-квартиры ЮНЕСКО в Париже. Позже Миро создавал масштабные керамические панно для Гарвардского университета (1960—1961), Высшей школы экономических наук Санкт-Галлена (1964), Барселонского аэропорта и Стеклянного павильона Всемирной выставки в Осаке (оба — 1970). К произведениям монументального искусства, созданным Миро, относится и скульптура «Женщина и птица» в Барселоне, выполненная в 1982 году с использованием керамической мозаики.
Ещё одно направление творчества Миро — ассамбляж («Его величество», 1967—1968; «Улетающая девушка», 1968), в котором он приближался к стилистике поп-арта.

## Галерея

Работы Жоана Миро
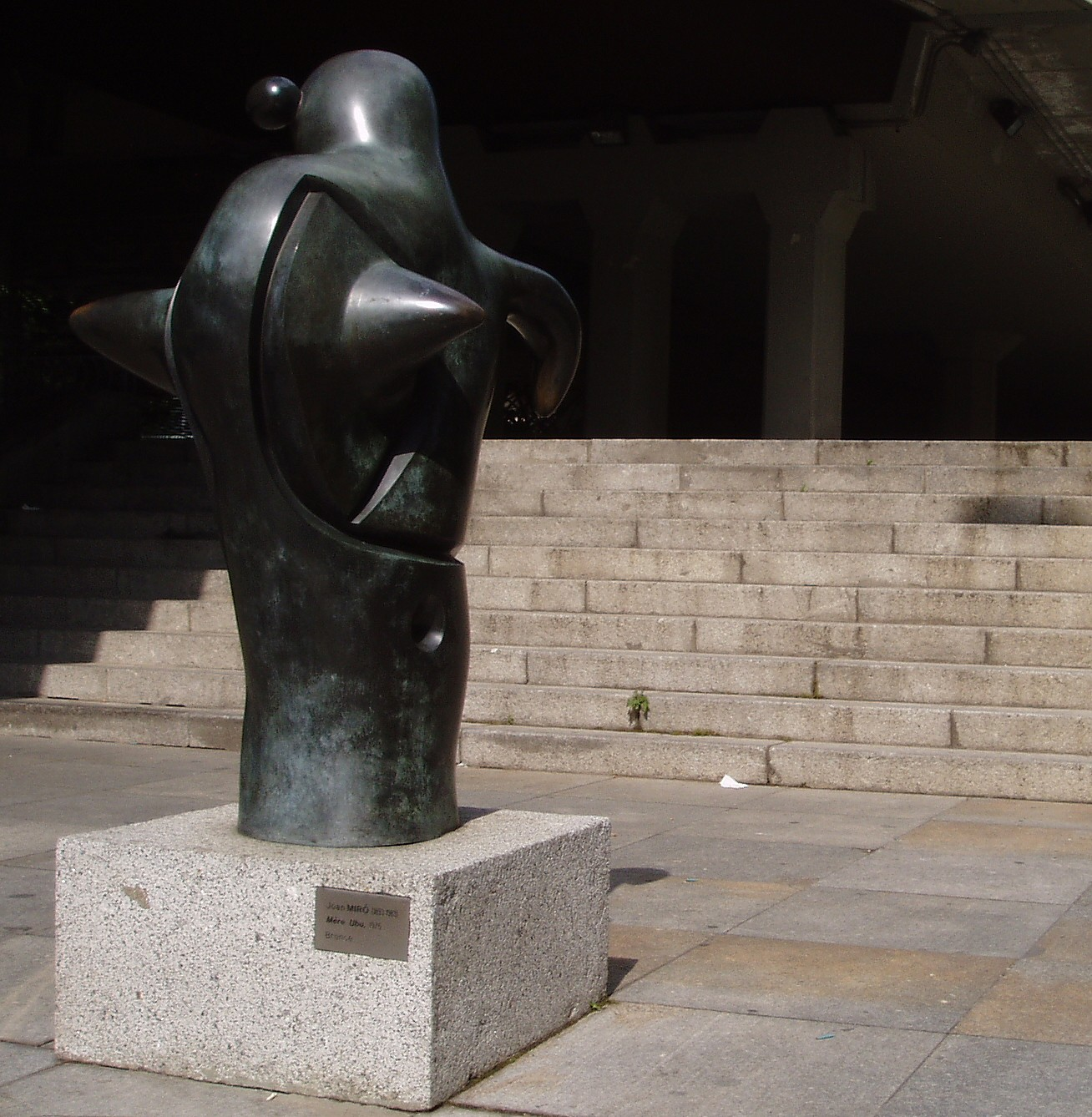
«Мамаша Убю»
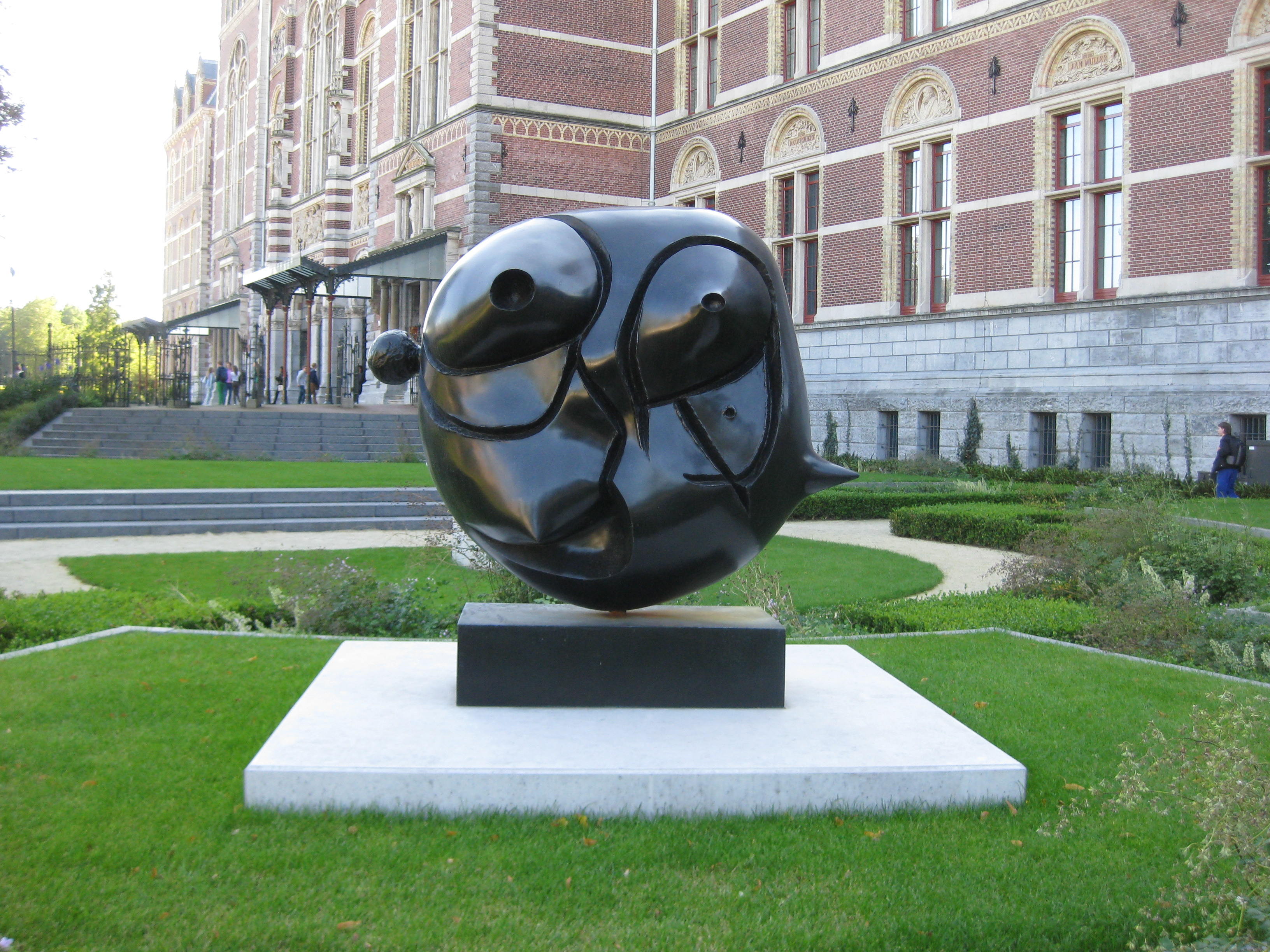
«Голова»
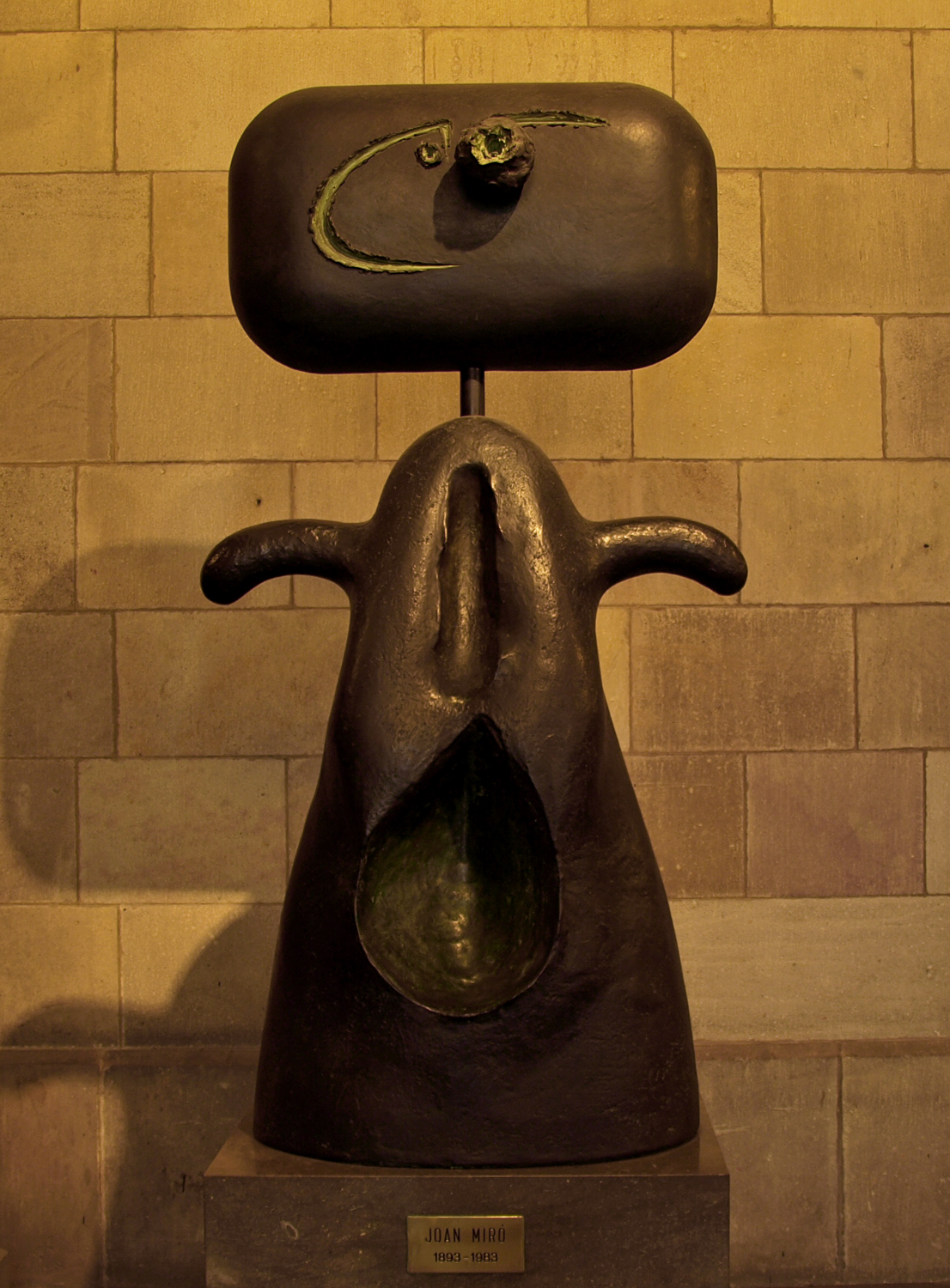
«Женщина»
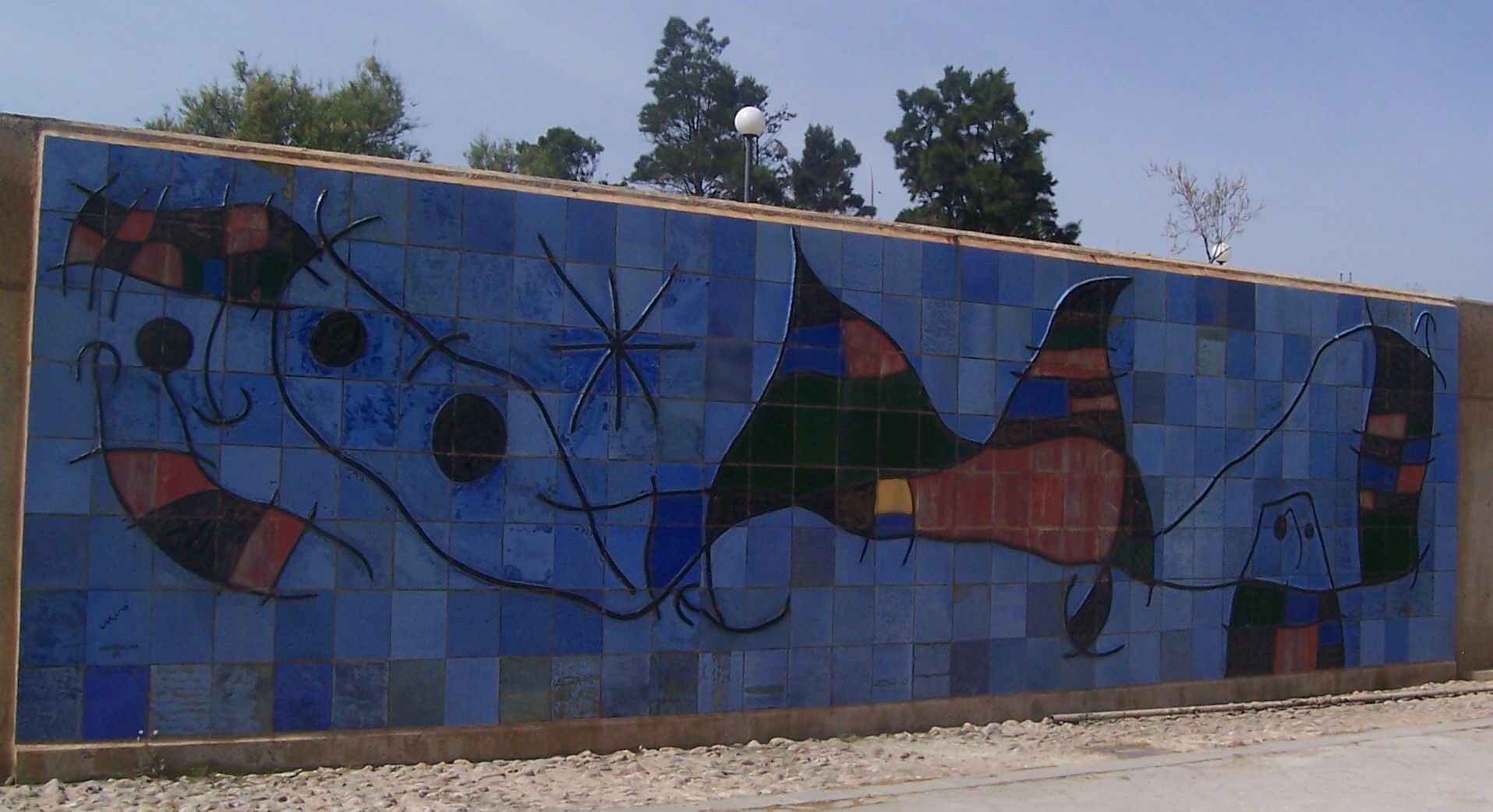
«Пальма»
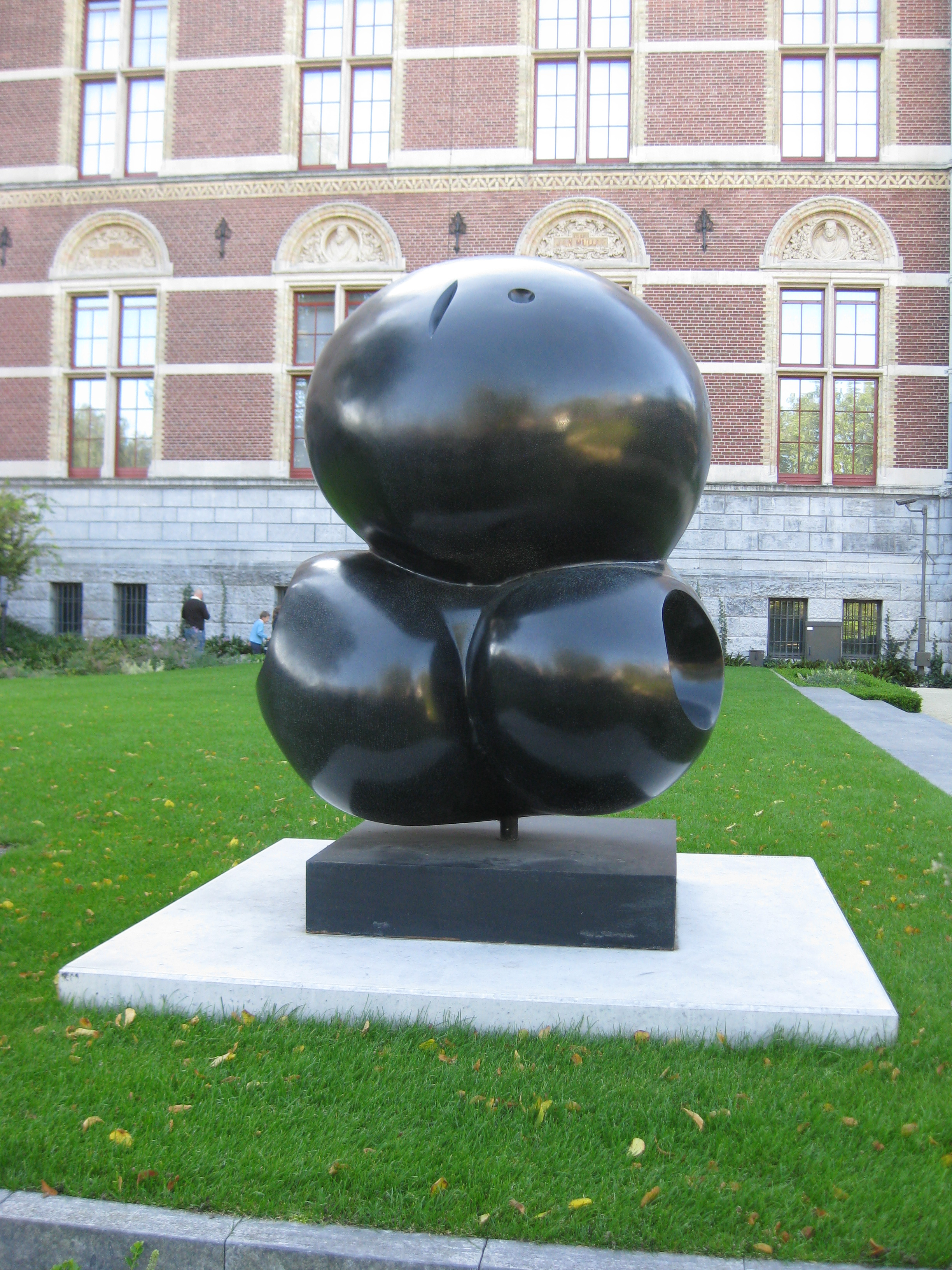
«Торс»
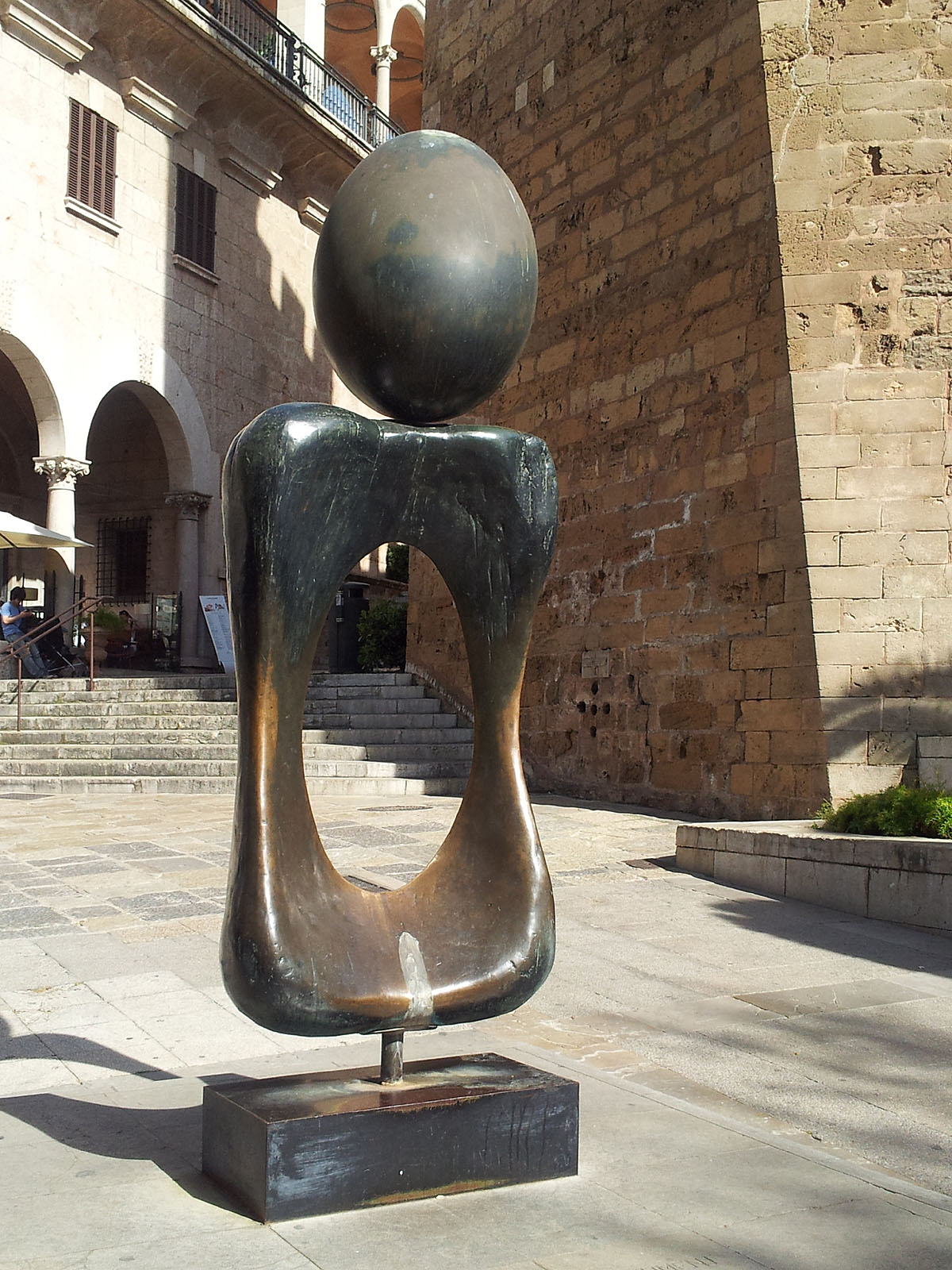
«Памятник женщине»
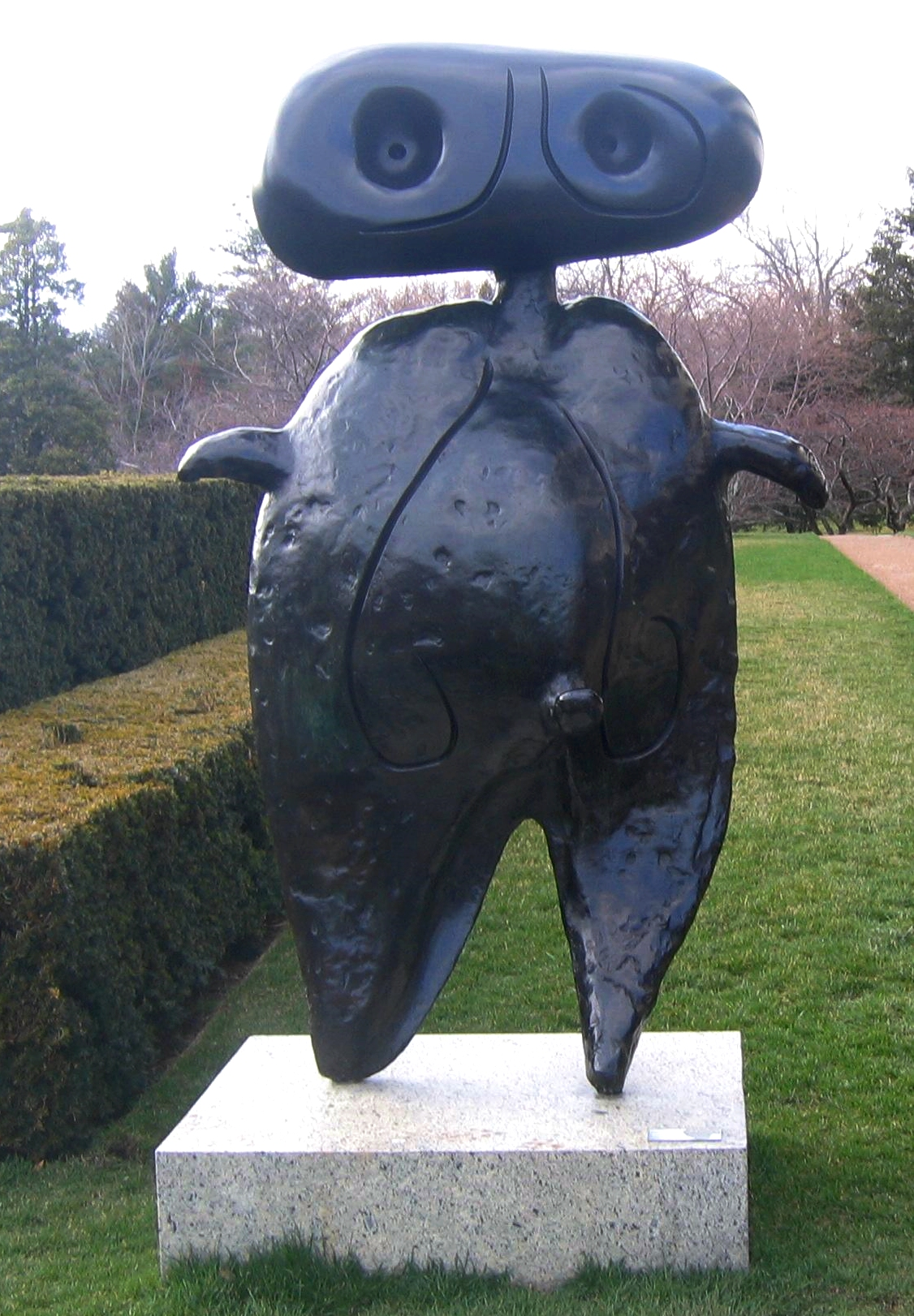
Персонаж Миро